# Юнацький чемпіонат Європи із шахів
Юнацький чемпіонат Європи із шахів — турнір, який проводять під егідою ЄШС у вікових категоріях до 8, 10, 12, 14, 16 та 18 років. Перший турнір був проведений у 1991 році. Змагання у віковій категорії до 18 років розпочали проводити з 1994 року, а у віковій категорії до 8 років з 2007 року. До 2002 року також проводився турнір серед юніорів віком до 20 років (див. Чемпіонат Європи із шахів серед юніорів).

## Найтитулованіші переможці

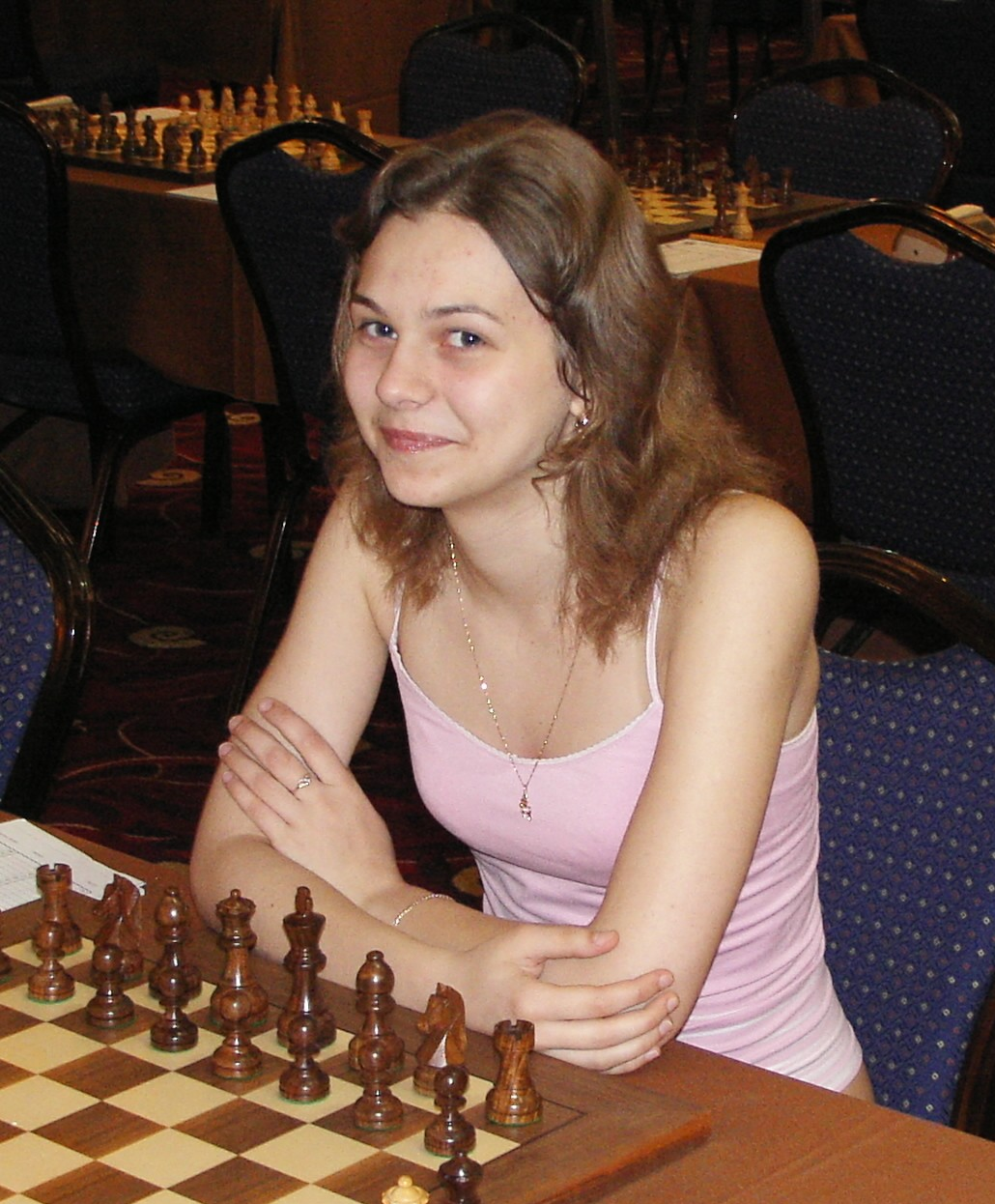
Анна Музичук найтитулованіша серед юнаків та дівчат

| №з/п | Шахіст                 | Кількість перемог | до 8 років | до 10 років | до 12 років | до 14 років | до 16 років | до 18 років |
| ---- | ---------------------- | ----------------- | ---------- | ----------- | ----------- | ----------- | ----------- | ----------- |
| 1    | Анна Музичук           | 5                 |            | 1998, 2000  | 2002        | 2003, 2004  |             |             |
| 1    | Джеміл Кан Алі Маранді | 5                 |            | 2008        | 2010        | 2011        | 2014        | 2015        |
| 1    | Ана Матнадзе           | 5                 |            |             | 1994, 1995  | 1997        | 1998, 1999  |             |
| 4    | Теймур Раджабов        | 4                 |            | 1996, 1997  |             | 1998        |             | 1999        |
| 4    | Назі Пайкідзе          | 4                 |            | 2003        | 2005        | 2007        | 2008        |             |
| 6    | Роберт Кемпінський     | 3                 |            |             |             |             | 1993        | 1994, 1995  |
| 6    | Надія Косинцева        | 3                 |            | 1995        | 1997        |             |             | 2000        |
| 6    | Марі Себаг             | 3                 |            |             | 1998        | 1999        | 2002        |             |
| 6    | Ян Непомнящий          | 3                 |            | 2000        | 2001, 2002  |             |             |             |
| 6    | Санан Сюгіров          | 3                 |            |             | 2004, 2005  | 2007        |             |             |
| 6    | Мері Арабідзе          | 3                 |            | 2004        | 2006        | 2008        |             |             |
| 6    | Іван Букавшин          | 3                 |            |             | 2006        | 2008        | 2010        |             |
| 6    | Олександра Горячкіна   | 3                 |            |             | 2010        | 2011        |             | 2012        |
| 6    | Олександра Шведова     | 3                 | 2016       | 2018        | 2019        |             |             |             |

## Юнаки

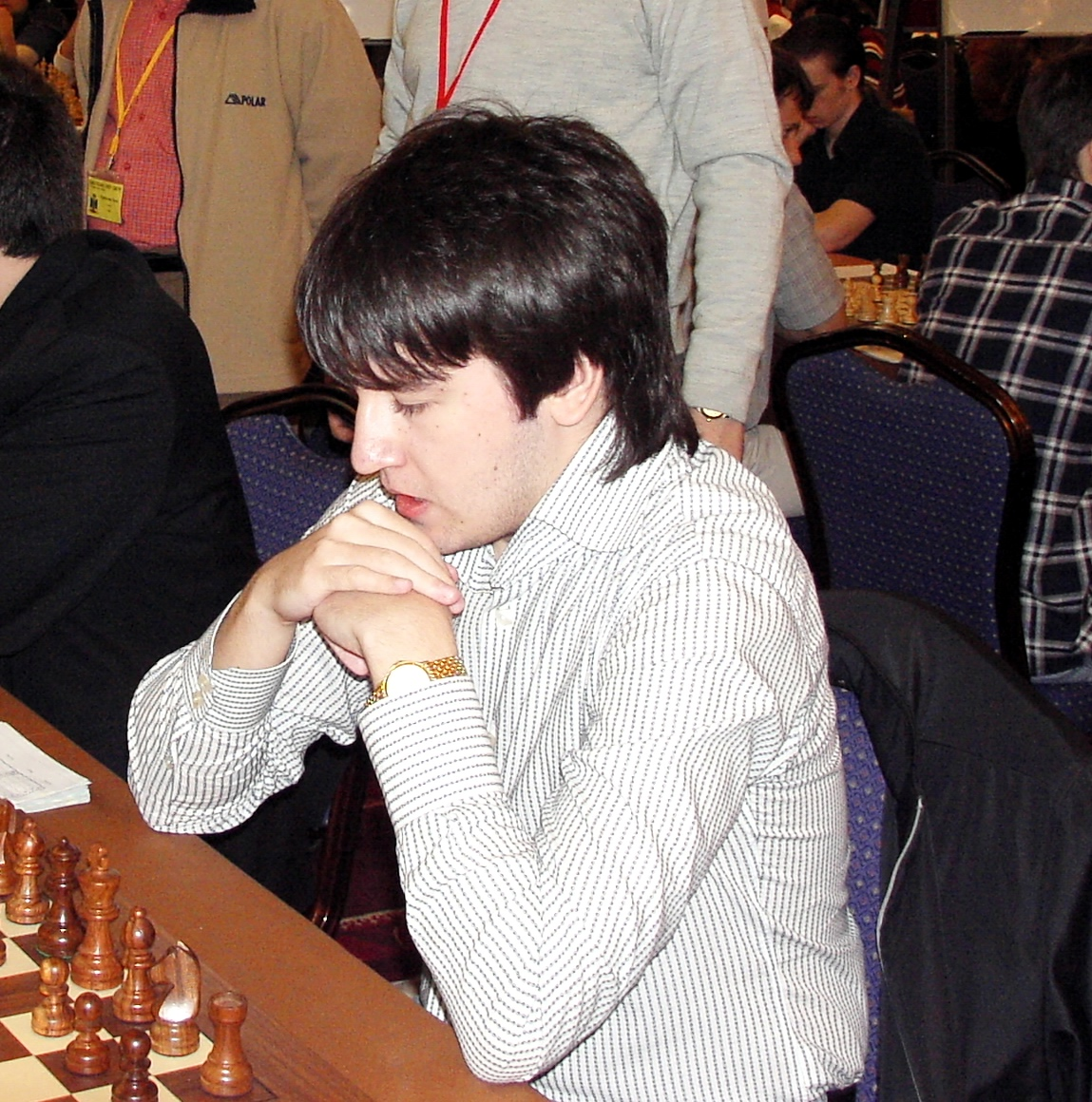
Теймур Раджабов — 4-разовий переможець юнацьких чемпіонатів

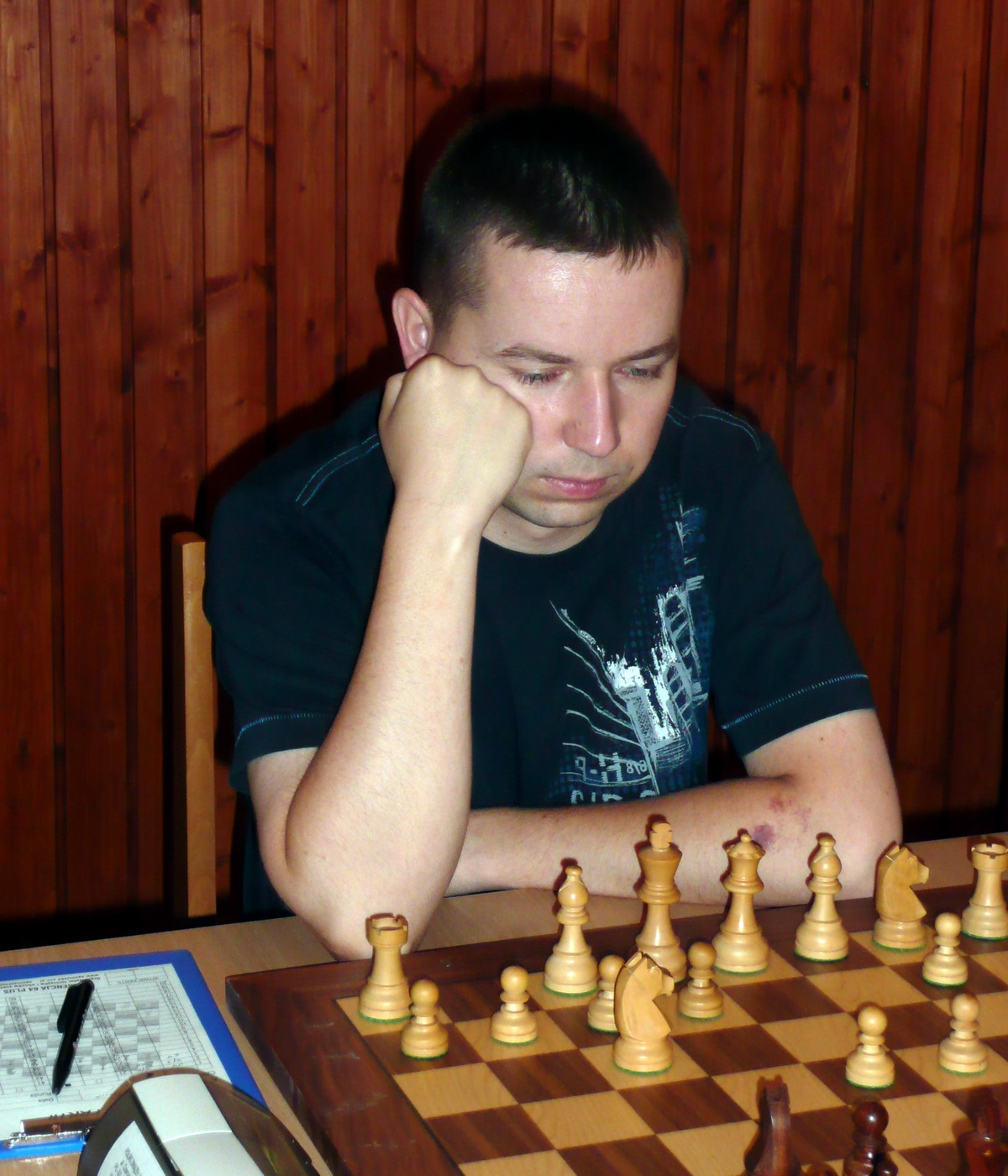
Роберт Кемпінський — переможець перших двох чемпіонатів віком до 18 років

| Рік  | Місце проведення | до 8 років          | до 10 років              | до 12 років            | до 14 років             | до 16 років            | до 18 років            |
| ---- | ---------------- | ------------------- | ------------------------ | ---------------------- | ----------------------- | ---------------------- | ---------------------- |
| 1991 | Мамая            |                     | Адрієн Лерой             | Петер Леко             | Томаш Орал              | Андрей Істрецеску      |                        |
| 1992 | Рімавська Собота |                     | Кшиштоф Гратка           | Петер Ач               | Петер Леко              | Вадим Звягінцев        |                        |
| 1993 | Сомбатгей        |                     | Етьєн Бакро              | Валер'ян Гапріндашвілі | Еральд Дервіші          | Роберт Кемпінський     |                        |
| 1994 | Беїле-Херкулане  |                     | Гадір Гусейнов           | Валер'ян Гапріндашвілі | Карл Мах                | Олексій Чернушевич     | Роберт Кемпінський     |
| 1995 | Верден           |                     | Аркадій Найдіч           | Етьєн Бакро            | Сергій Федорчук         | Павел Шімачек          | Роберт Кемпінський     |
| 1996 | Рімавська Собота |                     | Теймур Раджабов          | Юрій Дроздовський      | Євген Кобилкін          | Фабіан Деттлінг        | Руслан Пономарьов      |
| 1997 | Таллінн          |                     | Теймур Раджабов          | Ілля Зарезенко         | Юрій Дроздовський       | Александр Кундін       | Міхал Мчедлішвілі      |
| 1998 | Мурек            |                     | Дмитро Тішин             | Теймур Раджабов        | Олександр Рязанцев      | Габріел Саркісян       | Денніс де Врегт        |
| 1999 | Літохоро         |                     | Сергій Карякін           | Боркі Предоєвич        | Ніджат Мамедов          | Сергій Григор'янц      | Теймур Раджабов        |
| 2000 | Каллітея         |                     | Ян Непомнящий            | Євген Романов          | Марк Ервіч              | Ян Маркош              | Артем Тимофеєв         |
| 2001 | Каллітея         |                     | Володимир Онищук         | Ян Непомнящий          | Боркі Предоєвич         | Ернесто Інаркієв       | Звіад Ізорія           |
| 2002 | Пеніскола        |                     | Ельтадж Сафарлі          | Ян Непомнящий          | Євген Романов           | Олександр Харитонов    | Шахріяр Мамед'яров     |
| 2003 | Будва            |                     | Самвел Тер-Саакян        | Ельтадж Сафарлі        | Сергій Жигалко          | Чаба Балог             | Матеуш Бартель         |
| 2004 | Ургюп            |                     | Роберт Агасарян          | Санан Сюгіров          | Георгій Маргвелашвілі   | Рауф Мамедов           | Радослав Войташек      |
| 2005 | Херцег-Новий     |                     | Костянтин Нікологорський | Санан Сюгіров          | Давіт Бенідзе           | Завен Андріасян        | Павел Чарнота          |
| 2006 | Херцег-Новий     |                     | Арсеній Шурунов          | Іван Букавшин          | Петер Прохаска          | Ромен Едуар            | Сергій Жигалко         |
| 2007 | Шибеник          | Нікіта Айвазян      | Кирило Алексеєнко        | Ілля Нижник            | Санан Сюгіров           | Вугар Расулов          | Іван Шаріч             |
| 2008 | Херцег-Новий     | Денізкан Теміскан   | Джеміл Кан Алі Маранді   | Кіпріян Бербатов       | Іван Букавшин           | Ілля Нижник            | Ксав'єр Віла Гаскес    |
| 2009 | Фермо            | Абдулла Гадімбайлі  | Беньямін Гледура         | Євген Занан            | Каміль Драгун           | Гіль Попільскі         | Самвел Тер-Саакян      |
| 2010 | Батумі           | Абдулла Гадімбайлі  | Віктор Гажик             | Джеміл Кан Алі Маранді | Олександр Бортник       | Іван Букавшин          | Васіф Дурарбейлі       |
| 2011 | Албена           | Алекс Крстулович    | Евгеніос Іоанідіс        | Айк Мартіросян         | Джеміл Кан Алі Маранді  | Олександр Бортник      | Нільс Гранделіус       |
| 2012 | Прага            | Цветан Стоянов      | Андрій Єсипенко          | Айк Мартіросян         | Ян-Кшиштоф Дуда         | Кацпер Дроздовський    | Вадим Моїсеєнко        |
| 2013 | Будва            | Айдін Сулейманлі    | Каган Айдінселебі        | Віктор Матвіїшен       | Йорден ван Форест       | Кирило Алексеєнко      | Володимир Федосєєв     |
| 2014 | Батумі           | Ілля Маковеєв       | Мамікон Гарібян          | Віктор Матвіїшен       | Тимур Фахрутдінов       | Джеміл Кан Алі Маранді | Авіталь Буроховський   |
| 2015 | Пореч            | Михайло Навуменка   | Ілля Маковеєв            | Кирило Шубін           | Сергій Лобанов          | Леонід Савлін          | Джеміл Кан Алі Маранді |
| 2016 | Прага            | Артем Пінгін        | Володар Мурзін           | Мамікон Гарібян        | Сальвадор Герра Рівера  | Тимур Фахрутдінов      | Мануель Петросян       |
| 2017 | Мамая            | Джан Тран Нам       | Марк Андрія Мауріцці     | Айдін Сулейманлі       | Йонас Бул Б'єрре        | Андрій Єсипенко        | Єспер Тюбо             |
| 2018 | Рига             | Джахандар Азадалієв | Артем Пінгін             | Володар Мурзін         | Стефан Погосян          | Франческо Соніс        | Евгеніос Іоанідіс      |
| 2019 | Братислава       | Ягиз Каан Ердогмуш  | Савва Ветохін            | Марк Андрія Мауріцці   | Себастьян Костоланський | Армен Барсегян         | Тай Дай Ван Нгуєн      |

## Дівчата

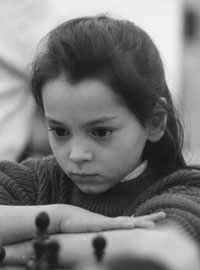
Олександра Костенюк — майбутня чемпіонка світу серед жінок

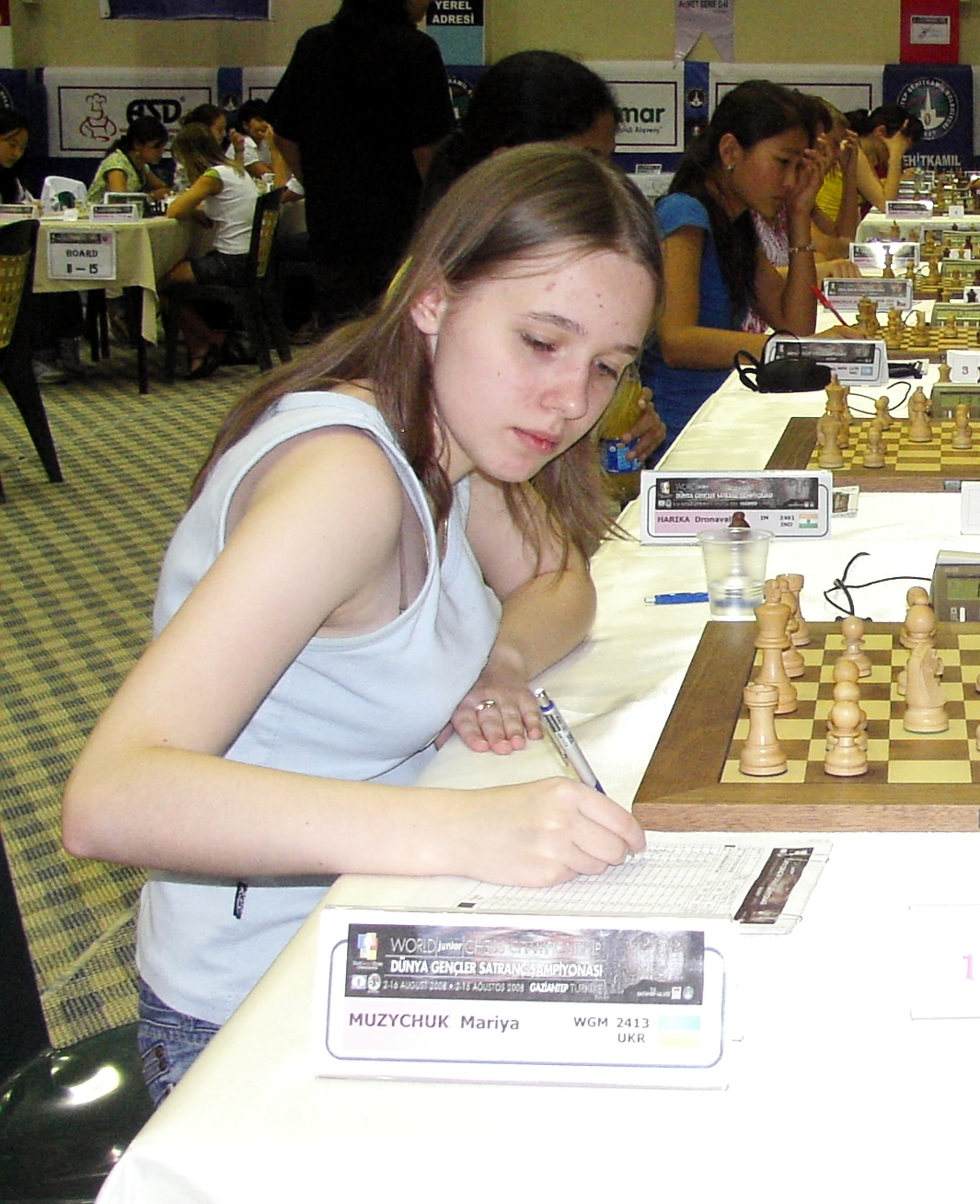
Марія Музичук — майбутня чемпіонка світу серед жінок

| Рік  | Місце проведення | до 8 років          | до 10 років           | до 12 років           | до 14 років            | до 16 років          | до 18 років          |
| ---- | ---------------- | ------------------- | --------------------- | --------------------- | ---------------------- | -------------------- | -------------------- |
| 1991 | Мамая            |                     | Сабіна Попеску        | Сопіо Ткешелашвілі    | Мая Ломінейшвілі       | Ілаха Кадимова       |                      |
| 1992 | Рімавська Собота |                     | Регіна Покорна        | Аліна Тарахович       | Антоанета Стефанова    | Інна Гапоненко       |                      |
| 1993 | Сомбатгей        |                     | Вікторія Чміліте      | Івета Радзевич        | Наталя Жукова          | Наталія Кисельова    |                      |
| 1994 | Беїле-Херкулане  |                     | Олександра Костенюк   | Ана Матнадзе          | Івета Радзевич         | Наталя Жукова        | Моніка Грабіч        |
| 1995 | Верден           |                     | Надія Косинцева       | Ана Матнадзе          | Крістіна Мошин         | Сідонія Вайда        | Марта Зелінська      |
| 1996 | Рімавська Собота |                     | Тетяна Косинцева      | Олександра Костенюк   | Крістіна Мошин         | Владислава Калініна  | Моніка Бобровська    |
| 1997 | Таллінн          |                     | Нана Дзагнідзе        | Надія Косинцева       | Ана Матнадзе           | Катерина Половнікова | Анна Дорофеєва       |
| 1998 | Мурек            |                     | Анна Музичук          | Марі Себаг            | Лейла Джавахішвілі     | Ана Матнадзе         | Дана Рейзнісе        |
| 1999 | Літохоро         |                     | Сільвія-Ралука Сгорча | Нана Дзагнідзе        | Марі Себаг             | Ана Матнадзе         | Дана Рейзнісе        |
| 2000 | Каллітея         |                     | Анна Музичук          | Валентина Гуніна      | Тамара Чистякова       | Наталя Погоніна      | Надія Косинцева      |
| 2001 | Каллітея         |                     | Олена Таїрова         | Іозефіна Паулец       | Катерина Лагно         | Марія Курсова        | Інга Чархалашвілі    |
| 2002 | Пеніскола        |                     | Марія Музичук         | Анна Музичук          | Тюркан Мамед'ярова     | Марі Себаг           | Аліна Моцок          |
| 2003 | Будва            |                     | Назі Пайкідзе         | Анастасія Боднарук    | Анна Музичук           | Марія Фоміних        | Наталя Погоніна      |
| 2004 | Ургюп            |                     | Мері Арабідзе         | Лара Шток             | Анна Музичук           | Валентина Гуніна     | Саломе Мелія         |
| 2005 | Херцег-Новий     |                     | Варвара Мєстнікова    | Назі Пайкідзе         | Варвара Рєпіна         | Інна Івахінова       | Саломе Мелія         |
| 2006 | Херцег-Новий     |                     | Дарія-Іоана Вішанеску | Мері Арабідзе         | Варвара Рєпіна         | Кюбра Озтюрк         | Анна Гасік           |
| 2007 | Шибеник          | Айдан Ходжатова     | Сесіль Хауссерно      | Александра Лач        | Назі Пайкідзе          | Кюбра Озтюрк         | Інна Івахінова       |
| 2008 | Херцег-Новий     | Гюнай Мамедзаде     | Ліза Кістеньова       | Анна Стяжкіна         | Мері Арабідзе          | Назі Пайкідзе        | Катержина Нємцова    |
| 2009 | Фермо            | Еце Алкі Ересе      | Анна Васеніна         | Сесіль Хауссерно      | Марсель Єфроїмські     | Катажина Адамович    | Ольга Гиря           |
| 2010 | Батумі           | Габріела Антова     | Олівія Кьолбаса       | Олександра Горячкіна  | Ульвія Фаталієва       | Маріам Данелія       | Кеті Цацалашвілі     |
| 2011 | Албена           | Нургюл Салімова     | Алісія Сливицька      | Анна Васеніна         | Олександра Горячкіна   | Марія Северіна       | Діана Бацю           |
| 2012 | Прага            | Марія Кутяніна      | Анастасія Зотова      | Анастасія Авраміду    | Каціарина Бейненсон    | Марія Танцюра        | Олександра Горячкіна |
| 2013 | Будва            | Лаура Черніковська  | Анастасія Вуллер      | Поліна Шувалона       | Гюнай Мамедзаде        | Анна Стяжкіна        | Анастасія Зезюлькіна |
| 2014 | Батумі           | Емілія Завіваєва    | Малак Ісмаїл          | Катерина Гольцева     | Анастасія Авраміду     | Май Нарва            | Ульвія Фаталієва     |
| 2015 | Пореч            | Вероніка Верем'юк   | Галина Мироненко      | Єлизавета Соложенкіна | Анна Кочукова          | Анна-Май Казаріан    | Ніно Хомерікі        |
| 2016 | Прага            | Олександра Шведова  | Зока Гаал             | Сіла Каглар           | Олександра Мальцевська | Фіона Сібер          | Ніно Хомерікі        |
| 2017 | Мамая            | Софія Свергіна      | Вероніка Шубенкова    | Галина Мироненко      | Говхар Бейдуллаєва     | Ольга Баделька       | Сона Асатрян         |
| 2018 | Рига             | Катерина Зубковська | Олександра Шведова    | Ольга Карманова       | Аян Аллахвердієва      | Камілія Булатоа      | Олександра Дімітрова |
| 2019 | Братислава       | Дінара Гусейнова    | Анна Шухман           | Олександра Шведова    | Аян Аллахвердієва      | Патріція Ващук       | Алісія Сливицька     |